# Wrightoporia efibulata
Wrightoporia efibulata är en svampart som beskrevs av I. Lindblad & Ryvarden 1999. Wrightoporia efibulata ingår i släktet Wrightoporia och familjen Bondarzewiaceae.   Inga underarter finns listade i Catalogue of Life.